# Gisèle Prassinos
Gisèle Prassinos (n. 26 februarie 1920, Constantinopol, Imperiul Otoman – d. 15 noiembrie 2015, Paris, Île-de-France, Franța) a fost o scriitoare franceză de origine greacă, asociată cu mișcarea suprarealistă.

## Biografie
S-a născut în Istanbul, Turcia (atunci încă Imperiul Otoman), și a emigrat în Franța, cu familia ei, la vârsta de doi ani. A locuit inițial la Nanterre. Fratele ei, Mario Prassinos, este un cunoscut artist și designer.
Una din scrierile sale a fost descoperită de André Breton în 1934, atunci când ea avea doar paisprezece ani, și publicată în revista suprarealistă franceză Minotaure și în periodicul belgian Documents 34. Prima ei carte, La Sauterelle arthritique (Lăcusta artritică), a fost publicată în 1935, cu o prefață de Paul Éluard și o fotografie de Man Ray.
Marianne van Hirtum a observat că suprarealiștii acelor vremuri recunoșteau aceste scrieri timpurii ca o „ilustrare veritabilă a limbii automate prin excelență”.
După cel de-al Doilea Război Mondial asocierea lui Prassinos cu suprarealismul organizat a fost redusă, dar ea a continuat să publice pe scară largă.

## Legături externe
- Surrealist Women - An International Anthology (1998) - by Penelope Rosemont